# Wolfgang Metzger
Wolfgang Metzger (* 22. Juli 1899 in Heidelberg; † 20. Dezember 1979 in Bebenhausen) war ein deutscher Psychologe. Er gilt als einer der bedeutendsten Vertreter der zweiten Generation der Gestalttheorie der Berliner Schule in Deutschland – zusammen mit Edwin Rausch und Kurt Gottschaldt.

## Leben
Wolfgang Metzger studierte in Berlin Philosophie und Psychologie bei den Begründern der Gestaltpsychologie, Wolfgang Köhler und Max Wertheimer. Nach dem Wechsel Wertheimers von Berlin an die Universität Frankfurt am Main holte Wertheimer ihn 1932 als Assistenten nach Frankfurt. Bereits 1933, im Jahr der Entlassung Wertheimers aus politischen Gründen, trat Metzger der SA bei, am 22. Mai 1937 beantragte er die Aufnahme in die NSDAP und wurde rückwirkend zum 1. Mai desselben Jahres aufgenommen (Mitgliedsnummer 4.702.876). 1942 nahm er einen Ruf an die Universität Münster an (Lehrstuhl für Psychologie und Pädagogik) und baute dort ein psychologisches Institut auf.
Nach dem Zweiten Weltkrieg wurde Metzger zum einflussreichsten Vertreter der gestaltpsychologischen Schule in Deutschland. Seine Hauptwerke wurden in zahlreiche Sprachen übersetzt. Besonders eng waren seine Verbindungen zu gestalttheoretisch orientierten Forschern und Wissenschaftlern in Japan und Italien, wo seine Arbeiten sehr geschätzt wurden und vor allem die Wahrnehmungsforschung stark beeinflussten. Die Aktualität seiner Forschungen auf diesem Gebiet zeigt sich nicht zuletzt darin, dass sein 1937 erstmals erschienenes wahrnehmungspsychologisches Hauptwerk Gesetze des Sehens 2006 ins Englische übersetzt wurde ('Laws of Seeing').
1947 zählte Metzger gemeinsam mit Pastor Bodelschwingh und Pater Marquardt, dem Philosophen Romano Guardini, dem Psychologen Wilhelm Hische und den Psychiatern Heinrich Schulte und Gustav E. Störring zu den Begründern der Interdisziplinären Studiengesellschaft (ISG) mit der Zielsetzung, „dass sich ein Phänomen wie das ‚Dritte Reich‘ in Deutschland nie wiederholen kann“.
Bis zu seiner Emeritierung 1968 war er Professor für Psychologie an der Westfälischen Wilhelms-Universität Münster. Anfang der 1950er-Jahre wurde am Institut eine der ersten Erziehungsberatungsstellen aufgebaut, worin sich Metzgers Interesse an der Praxis der pädagogischen Psychologie zeigte, einem Fachgebiet, zu dem er auch zahlreiche Publikationen vorlegte. Seine erziehungspychologischen Arbeiten weisen auch eine Nähe zum Denken des Taoismus und Zen-Buddhismus auf.
Wolfgang Metzger hat sich auch um die empirisch-experimentelle Überprüfung von Hypothesen der Tiefenpsychologie bzw. der Psychoanalyse verdient gemacht. Einen Überblick dazu geben Beiträge in seinen Ausgewählten Werken, die von Michael Stadler  (ehem. Assistent Metzgers, Professor an der Universität Bremen) und Heinrich Crabus herausgegeben wurden. Ab 1972 schrieb er zahlreiche erläuternde Vorworte zu den im Fischer-Taschenbuch-Verlag herausgegebenen Werken Alfred Adlers.
Er war erster Vorsitzender der Deutschen Gesellschaft für Psychologie (1962–1964) und seit 1970 deren Ehrenmitglied. Er war 1962 Mitbegründer und erster Vorsitzender der Alfred Adler-Gesellschaft (später Deutsche Gesellschaft für Individualpsychologie) und Ehrenvorsitzender der Gesellschaft für Gestalttheorie und ihre Anwendungen (GTA). Letztere schreibt alle zwei Jahre international einen nach Wolfgang Metzger benannten wissenschaftlichen Preis aus.

## Werke
Als seine Hauptwerke gelten:
- Psychologie – Die Entwicklung ihrer Grundannahmen seit der Einführung des Experiments. 6. Auflage. Verlag Krammer, Wien 2001, ISBN 3-901811-07-9. (dabei handelt es sich um einen Reprint der Ausgabe von 1954, mit einem Vorwort von Michael Stadler; 1. Auflage: Verlag von Theodor Steinkopff, Dresden / Leipzig).
- Psychologie – Die Entwicklung ihrer Grundannahmen seit der Einführung des Experiments. 5. Auflage. Springer-Verlag Berlin Heidelberg 1975. ISBN 3-7985-0224-2 / ISBN 978-3-7985-0224-6. (entspricht m. W. der 2. Auflage von 1954. Diese war die letzte von W. Metzger erarbeitete Auflage).
- Gesetze des Sehens. 4. Auflage. Verlag Klotz, Eschborn 2008, ISBN 978-3-88074-492-9.
  - englische Übersetzung der 2. Auflage: Laws of Seeing. MIT Press, Cambridge (USA) 2006.
- Schöpferische Freiheit. 2. Auflage. Verlag Waldemar Kramer, Frankfurt 1962. Schöpferische Freiheit. Gestalttheorie des Lebendigen. 3. Auflage, hrsg. von Marianne Soff und Gerhard Stemberger, Wien: Verlag Wolfgang Krammer, ISBN 978-3-901-81180-7
- Gestalt-Psychologie. Ausgewählte Werke aus den Jahren 1950 bis 1988. 2. Auflage. Verlag Waldemar Kramer, Frankfurt 1999, ISBN 3-7829-1101-6.
- Psychologie für Erzieher. 3., revid. Auflage. Kamp-Verlag, Bochum 1976, ISBN 3-592-71510-0.
- Psychologie zwischen Natur- und Geisteswissenschaften. In: Heinrich Balmer (Hrsg.): Die Psychologie des 20. Jahrhunderts. Band 1, Kindler Verlag, Zürich 1976, S. 27–40.